# Blind Blake
Blind Blake (* 1896 in Newport News, Virginia; † 1. Dezember 1934 in Milwaukee, Wisconsin), auch Blind Arthur, eigentlich Arthur Blake, war ein US-amerikanischer Blues-Sänger und -Gitarrist.

## Leben
Über Blakes Leben ist sehr wenig bekannt. Sein bürgerlicher Name war Arthur Blake, die Autorenangaben für seine Songs sind Variationen von Blind Arthur Blake. Bis zur Entdeckung seiner Todesurkunde im Jahr 2014 wurde spekuliert, dass sein richtiger Name auch Arthur Phelps gewesen sein könnte. Der Künstlername nimmt Bezug auf Blakes Blindheit, Josh White war zeitweise sein Blindenführer.
Seine Plattenfirma nannte Jacksonville in Florida als seinen Geburtsort, einige Blueshistoriker halten es aber auch für möglich, dass er von den Sea Islands in Georgia stammt, da er den dortigen Dialekt beherrschte, wie es im Southern Rag dokumentiert ist. Laut Todesurkunde war sein Geburtsort Newport News, Virginia.
Blake lebte als Wandermusiker und musizierte an Straßenecken, samstäglichen Veranstaltungen und Festen. In den 1910er Jahren kam er nach Georgia, in den frühen 1920er Jahren zog er nach Chicago. Dort erhielt er 1926 einen Plattenvertrag bei Paramount Records und nahm auch gemeinsam mit Johnny Dodds und Charlie Spand auf. Bereits sein Debüt Early Morning Blues/West Coast Blues war ein Erfolg und führte dazu, dass Blake bis 1932 rund 80 Stücke aufnehmen konnte.
Der Einbruch des Plattenmarktes aufgrund der Weltwirtschaftskrise 1929 führte wie bei vielen Bluesmusikern auch bei Blind Blake zu einem Karriereknick und er begann für George Williams Vaudeville-Show Happy Go Lucky zu arbeiten, wo er bis Ende 1930, Anfang 1931 blieb. Seine letzten Aufnahmen machte Blake 1932, danach ging Paramount Records bankrott. Im selben Jahr verschwand Blake aus Chicago.
Über seinen Tod existierten zahllose Spekulationen und Theorien. So sei er entweder 1934 in New York oder auch 1941 in Atlanta bei einem Verkehrsunfall ums Leben gekommen, habe sich zu Tode getrunken oder sei ermordet worden oder in den frühen 1930er Jahren in Joliet oder St. Louis gestorben. Im Jahr 2011 vorgenommene Recherchen haben ergeben, dass er am 1. Dezember 1934 in Milwaukee (Wisconsin) an Lungentuberkulose gestorben ist.

## Wirkung
Neben Blind Lemon Jefferson war Blind Blake einer der erfolgreichsten männlichen Blues-Musiker der 1920er Jahre; der frühe Erfolg der beiden führte in der Folge zu einem gesteigerten Interesse der Plattenfirmen an Country-Blues-Musikern. Blake wird aufgrund seines virtuosen Gitarrenspiels gelegentlich als „König der Ragtime-Gitarre“ (King of Ragtime Guitar) bezeichnet. Sein swingender Stil, der starke Einflüsse aus Ragtime und Jazz aufweist, war stilprägend für den East Coast Piedmont Blues. 1990 wurde Blind Blake in die Blues Hall of Fame aufgenommen.

## Trivia
In Lee Childs 1997 erschienenem Debütroman Größenwahn (Killing Floor) besucht der Held Jack Reacher den fiktiven Ort Margrave in Georgia, um Gerüchten nachzugehen, dass dort Blind Blake ums Leben gekommen sei. Dies wird auch in der 1. Staffel der Reacher-Fernsehserie erzählt, die auf diesem Roman beruht. In seinem 2011 erschienenen Jack-Reacher-Roman The Affair wird Blind Blake ebenfalls erwähnt.